# Franziska
Franziska ist ein weiblicher Vorname.

## Herkunft und Bedeutung
Bei Franziska handelt es sich um die weibliche Variante von Franciscus, der latinisierten Form des althochdeutschen Namens Franko. Der Name Franko, von dem sich auch der Volksstamm der Franken ableitet, geht auf die germanische Wurzel *franka „mutig“, „tapfer“, später auch „frei“ zurück.

## Verbreitung
Im ausgehenden 19. Jahrhundert war Franziska ein mäßig populärer Vorname in Deutschland, dessen Beliebtheit seit den 1920er Jahren sank. Seit den 1950er Jahren wurde er wieder häufiger vergeben, bis zum Höhepunkt in den 1980er und 1990er Jahren, als er zu den beliebtesten Mädchennamen Deutschlands zählte. Danach sank die Popularität wieder.

## Varianten
- Deutsch: Franka
  - Diminutiv: Franzi, Franzy, Fränzi, Fränze, Fränzle, Fränzel, Franni, Fraze, Ziska, Zis, Zissi, Zissa, Zisi, Zisu
- Englisch: Frances, Francene, Francine
  - Schottisch-Gälisch: Frangag
  - Diminutiv: Fannie, Fanny, Fran, Frankie, Frannie, Franny, Sissie, Sissy, Cissy
- Finnisch: Fanni
- Französisch: France, Françoise, Fanny, Francette, Francine
  - Bretonisch: Frañseza
- Italienisch: Franca, Francesca
  - Sardisch: Frantzisca
  - Altrömisch: Francisca
- Kroatisch: Franka
- Polnisch: Franciszka
  - Diminutiv: Franja
- Portugiesisch: Francisca
  - Diminutiv: Fran, Chica
- Rumänisch: Francesca
- Slowakisch: Františka
- Slowenisch: Frančiška, Francka
- Spanisch: Francisca
  - Baskisch: Frantziska
  - Katalan: Francesca
  - Diminutiv: Fanny, Paca, Paquita
- Tschechisch: Františka
- Ungarisch: Franciska, Fanni

Männliche Varianten: siehe Franz

## Namenstage
- 6. März (nach Franziska Streitel)
- 9. März (nach Franziska von Rom)
- 14. Dezember (nach Franziska Schervier)
- 22. Dezember (nach Franziska Xaviera Cabrini)

## Bekannte Namensträgerinnen

### Einzelname
- Franziska von Rom (1384–1440), christliche Ordensgründerin und Mystikerin
- Franziska von Hohenzollern-Hechingen (1642–1698), Prinzessin von Hohenzollern-Hechingen und Markgräfin von Bergen op Zoom
- Franziska Sibylla Augusta von Sachsen-Lauenburg (1675–1733), Markgräfin von Baden-Baden
- Franziska von Hohenheim (1748–1811), zweite Ehefrau von Herzog Carl Eugen von Württemberg
- Franziska von Brasilien (1824–1898), Infantin von Portugal und Brasilien
- Franziska zu Hohenlohe-Waldenburg-Schillingsfürst (1897–1989), Prinzessin aus dem Hause Hohenlohe-Waldenburg und spätere Ehefrau des Erzherzogs Maximilian Eugen von Österreich

### Vorname
- Franziska Alber (* 1988), deutsche Schauspielerin und Moderatorin
- Franziska van Almsick (* 1978), deutsche Schwimmerin
- Franziska Augstein (* 1964), deutsche Journalistin
- Franziska Becker (* 1967), deutsche Politikerin (SPD)
- Franziska Benz (* 1988), deutsche Schauspielerin
- Franziska Böhler (* 1988), deutsche Krankenschwester und Buchautorin
- Franziska Brandmann (* 1994), deutsche Politikerin (FDP)
- Franziska Brandmeier (* 1993), deutsche Schauspielerin
- Franziska Brantner (* 1979), deutsche Politikerin (Bündnis 90/Die Grünen)
- Franziska Bronnen (* 1940), deutsch-österreichische Schauspielerin
- Franziska Xaviera Cabrini (1850–1917), heiliggesprochene Ordensbegründerin
- Franziska Davies (* 1984), deutsche Osteuropa-Historikerin
- Franziska Dilger (* 1976), deutsche Schauspielerin
- Franziska Feifalik (1842–1911), österreichische Friseurin und enge Vertraute der Kaiserin Elisabeth von Österreich-Ungarn
- Franziska Gehm (* 1974), Kinder- und Jugendbuchautorin
- Franziska Giffey (* 1978), deutsche Politikerin (SPD), Bundesministerin
- Franziska Gritsch (* 1997), österreichische Skirennläuferin
- Franziska Hackl (* 1983), österreichisch-schweizerische Schauspielerin
- Franziska von Harsdorf (* 1996), deutsche Schauspielerin
- Franziska Hartmann (* 1984), deutsche Schauspielerin sowie Hörbuch- und Synchronsprecherin
- Franziska van der Heide (* 1992), deutsche Theater- und Fernsehschauspielerin
- Franziska Hildebrand (* 1987), deutsche Biathletin
- Franziska Hoppen (* 1990), deutsche Journalistin, Podcasterin, Hörfunk- und Fernsehmoderatorin
- Franziska Katzmarek (* 1993), deutsche Schlagersängerin
- Franziska Kett (* 2004), deutsche Fußballspielerin
- Franziska Klotz (* 1979), deutsche Malerin
- Franziska Knuppe (* 1974), deutsches Model
- Franziska Kohlund (1947–2014), Schweizer Schauspielerin
- Franziska Lang (1746–1800), deutsche Soubrette, Tänzerin und Schauspielerin
- Franziska Lenz-Gerharz (1922–2010), deutsche Bildhauerin und Künstlerin
- Franziska Machens (* 1984), deutsche Schauspielerin
- Franziska Maral (* 1978), schweizerisch-deutsche Schauspielerin, Produzentin und Drehbuchautorin
- Franziska Maushake (* 1985), Radio- und Fernsehmoderatorin beim rbb
- Franziska Oehme (* 1944), deutsche Schauspielerin
- Franziska Petri (* 1973), deutsche Schauspielerin
- Franziska Pigulla (1964–2019), deutsche Schauspielerin, Nachrichtensprecherin und Synchronsprecherin
- Franziska Preuß (* 1994), deutsche Biathletin
- Franziska Reichenbacher (* 1967), deutsche Journalistin und Fernsehmoderatorin (Ziehung der Lottozahlen)
- Franziska Rubin (* 1968), deutsche Fernsehmoderatorin und Schauspielerin
- Franziska Schenk (* 1974), deutsche Eisschnellläuferin und Fernsehmoderatorin
- Franziska Schervier (1819–1876), Gründerin der Genossenschaft der Armen-Schwestern vom hl. Franziskus (Schervier-Schwestern)
- Franziska Schlattner (* 1971), deutsche Schauspielerin
- Franziska Schreiber (* 1990), deutsche ehemalige Politikerin und heutige Autorin und Moderatorin
- Franziska Schutzbach (* 1978), Schweizer Geschlechterforscherin und Soziologin
- Franziska Singer (* 1986), österreichische Schauspielerin, Kabarettistin, Podcasterin und Autorin
- Franziska Stömmer (1922–2004), bayerische Volksschauspielerin und Charakterdarstellerin
- Franziska Stünkel (* 1973), deutsche Filmregisseurin, Drehbuchautorin und Fotokünstlerin
- Franziska Traub (* 1962), deutsche Schauspielerin und Kabarettistin
- Franziska Troegner (* 1954), deutsche Schauspielerin
- Franziska Walser (* 1952), deutsche Schauspielerin
- Franziska Wanninger (* 1982), deutsche Kabarettistin, Autorin, Schauspielerin und Podcasterin
- Franziska Weisz (* 1980), österreichische Filmschauspielerin
- Franziska Wiese (* 1986), deutsche Violinistin und Sängerin
- Franziska Wulf (* 1984), deutsche Schauspielerin

## Sonstiges
- Franzi, deutsche Fernsehserie
- Franziska Linkerhand, Hauptfigur des gleichnamigen, 1974 erschienenen Romans von Brigitte Reimann
- Auf Wiedersehen, Franziska, 1941 und 1957 erschienener deutscher Spielfilm